# Тростина (палиця)

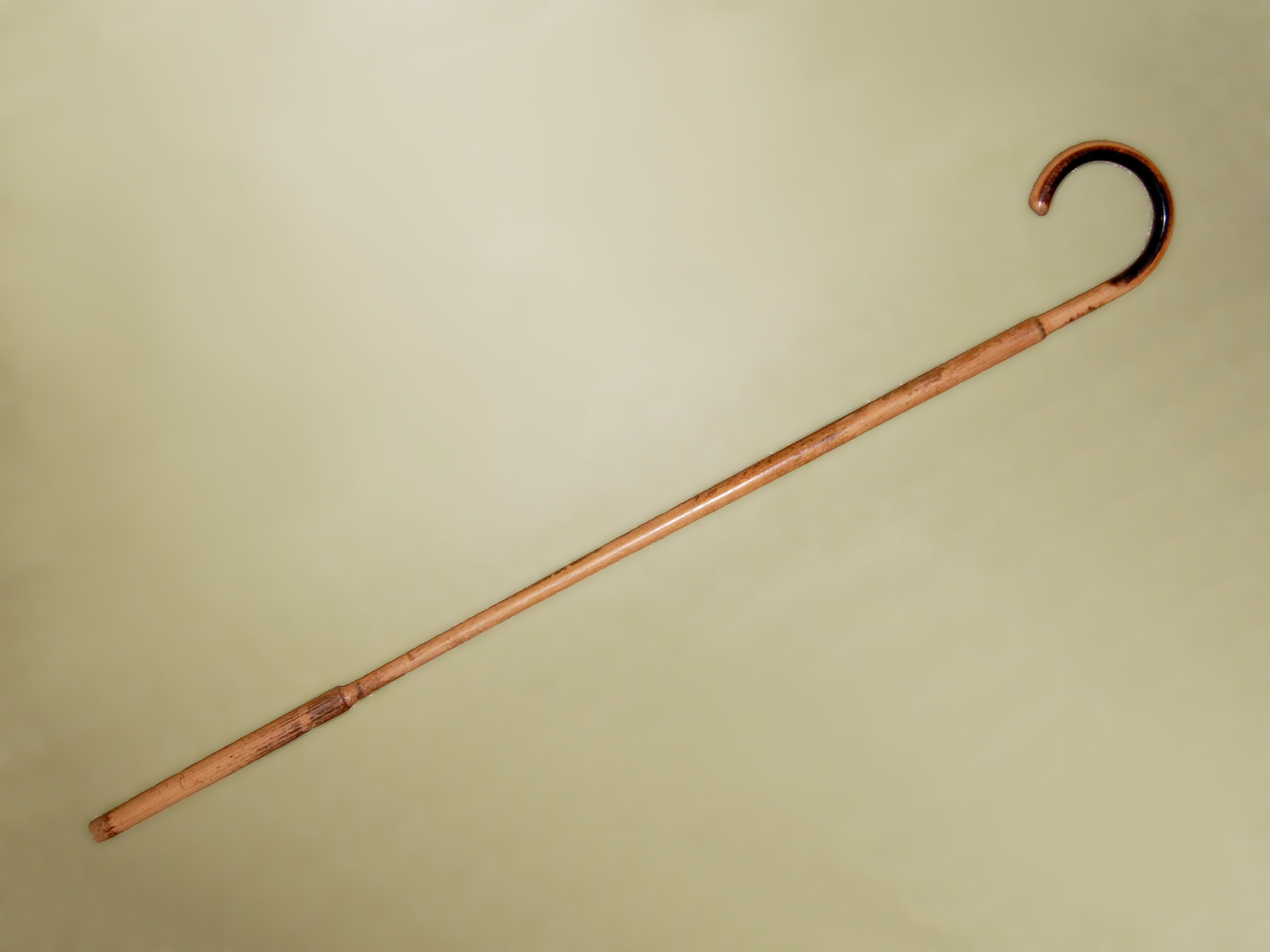
Типова прогулянкова тростина

Трости́на, рідше трость — спеціально оброблена тонка довга палиця, використовується як опора при ходьбі. Первісно відзнака деяких посад і звань, пізніше переважно ортопедичний інструмент для створення додаткової третьої опори.

## Історія

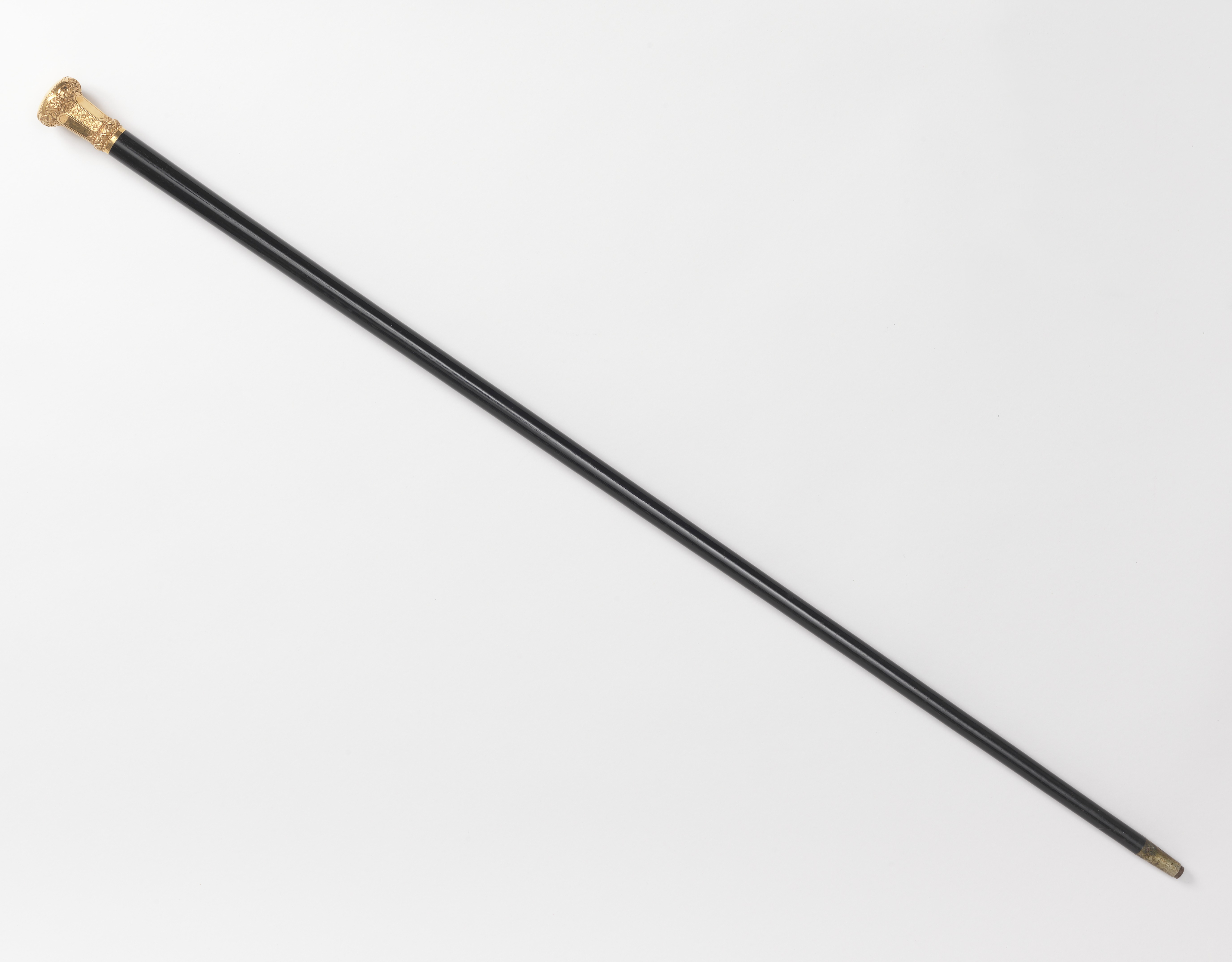
Класична тростина XIX століття, відома в Англії як «костюмна тростина» (dress cane)

Для опори при ходьбі використовувалися довгі палиці, відомі як ціпки, посохи, ґирлиґи. Окрім допоміжного засобу, палиці здавна вважалися ознакою влади — наприклад, від ґирлиґ ведуть походження церковні патериці.
Тростини були відзнакою кавалерів різних орденів й вживалися офіціалами цих орденів. На них були знаки відповідного ордена. Зазвичай такі церемоніальні тростини виготовляли з чорного дерева, але вживалися й інші.
У XVIII—XIX століттях міцна і жорстка тростина замінила шпагу в гардеробі європейського джентльмена. Вона була не тільки декоративним аксесуаром, але й могла містити в собі приховану зброю.

### Військова відзнака
У Московській державі XVI—XVII століть тростини були відзнакою «начальних людей» (офіцерів) стрілецьких полків.
Знаком достоїнства отаманів Донського козачого війська була тростина-«насіка» (рос. насека, дореф. насѣка). Передача новообраному отаману насіки супроводжувалася особливою церемонією. Петро I, бажаючи надати військовим отаманам більше важливості і влади, пожалував Війську Донському срібну печатку й насіку, прикрашену на кінцях срібною оправою, з написом на верхній оправі «насѣка войска донского 1704 г.». Згідно з Найвище затвердженим 10 травня 1885 року положенням комітету міністрів, насіка була знаком достоїнства селищних і станичних отаманів. Вбиралася сріблом, мала довжину до 2 аршинів (144 см), була покрита лаком під червоне дерево і прикрашена двома двоголовими орлами, поміщеними на кулі діаметром 1,5 вершка (6,75 см).
До Першої Світової війни тростини носили як елемент форми поза строєм всі військовослужбовці британської й американської армій.

## Сучасність

### Тростина для сліпих
Тростина для сліпих виготовляється зі світловідбивного світлого матеріалу, тому її ще називають білою тростиною. Біла тростина стала символом сліпих у 1921 році завдяки Джеймсу Біггсу, який першим перефарбував свою чорну тростину в білий колір.